# Faroinae
Faroinae es una subtribu de plantas con flores perteneciente a la familia de las gentianáceas. El género tipo es: Faroa Welw.

## Géneros
- Congolanthus A. Raynal
- Djaloniella P. Taylor
- Enicostema Blume
- Faroa Welw.
- Hippion F. W. Schmidt = Enicostema Blume
- Karina Boutique
- Neurotheca Salisb. ex Benth. & Hook. f.
- Oreonesion A. Raynal
- Pycnosphaera Gilg
- Urogentias Gilg & Gilg-Ben.